# 山上岩二

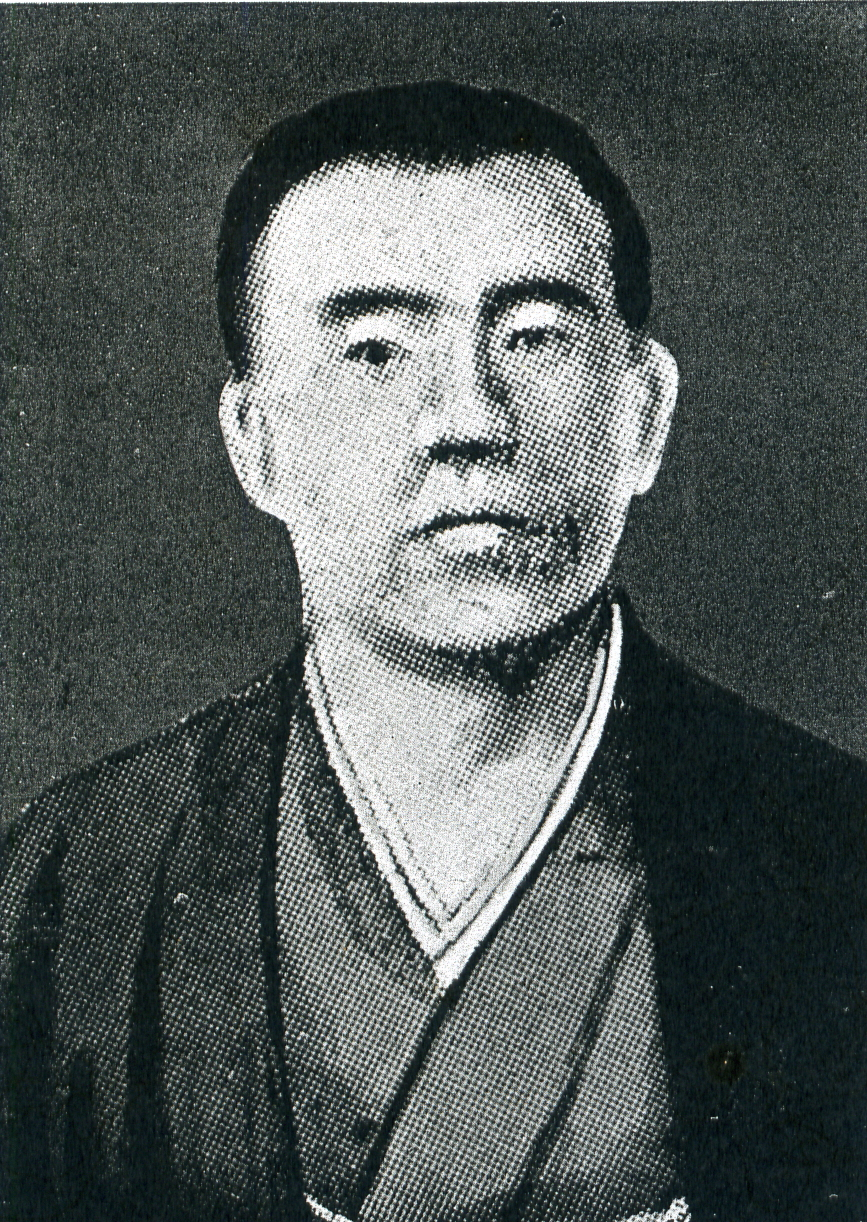
山上岩二

山上 岩二（やまのうえ いわじ、1885年（明治18年）6月15日 - 1966年（昭和41年）12月30日）は、大正から昭和時代の政治家、実業家。貴族院多額納税者議員。

## 経歴
山上脩三郎の兄として岡山県岡山区船頭町（現岡山市北区）に生まれ、1910年（明治43年）岡山市二日市町（現:北区）の地主・山上頼治の養子となり、1917年（大正6年）家督を相続する。岡山中学校（現岡山県立岡山朝日高等学校）、第一高等学校を経て、1910年（明治43年）東京帝国大学法科大学法律学科（独法）を卒業。岡山住宅土地専務取締役、萬歳酒造監査役、岡山米穀取引所理事、同理事長、岡山商業会議所会頭などを歴任した。
1924年（大正13年）岡山市会議員に当選。1925年（大正14年）岡山県多額納税者として貴族院議員に互選され、同年9月29日から1947年（昭和22年）5月2日の貴族院廃止まで3期在任した。在任中は交友倶楽部に所属した。